# Kujō Michiie
Kujō Michiie (九条 道家) (1193–1er avril 1252) est un régent japonais du XIIIe siècle. Il est le père de Kujō Yoritsune et le petit-fils de Kujō Kanezane (aussi connu sous le nom Fujiwara no Kanezane). Il est également le père de Norizane et Yoritsune. Son troisième fils, Ichijō Sanetsune, est l'ancêtre de la famille Ichijō tandis que son deuxième fils, Nijō Yoshizane, est le fondateur de la famille Nijō.
La  famille Kujō est commanditaire du sanctuaire Kitano Tenman-gū. 
En 1219, Kujō Michiie offre un emaki intitulé Kitano Tenjin engi emaki (« rouleau illustré de l'histoire du sanctuaire Kitano ») au sanctuaire Kitano. En 1223, Il offre au sanctuaire une version développée de l'histoire du sanctuaire Kitano.
En 1226, Michiie parvient à faire nommer son fils Yoritsune, quatrième shogun du shogunat de Kamakura bien que le pouvoir réel reste au régent Hōjō.

## Source de la traduction
- (en) Cet article est partiellement ou en totalité issu de l’article de Wikipédia en anglais intitulé « Kujō Michiie » (voir la liste des auteurs).